# Barisey-la-Côte
Barisey-la-Côte ist eine französische Gemeinde mit 270 Einwohnern (Stand 1. Januar 2022) im Département Meurthe-et-Moselle in der Region Grand Est (bis 2015 Lothringen). Sie gehört zum Arrondissement Toul und zum Kanton Meine au Saintois.

## Geografie
Barisey-la-Côte liegt etwa 15 Kilometer südsüdwestlich von Toul nahe der Autoroute A31. Die Nachbargemeinden von Barisey-la-Côte sind Bulligny im Norden, Bagneux im Nordosten und Osten, Barisey-au-Plain im Südosten und Süden sowie Allamps im Westen.

## Geschichte
Funde aus frühgeschichtlicher und gallo-römischer Zeit belegen eine frühe Besiedlung durch Menschen.

## Bevölkerungsentwicklung
| Jahr                       | 1962 | 1968 | 1975 | 1982 | 1990 | 1999 | 2006 | 2019 |
| Einwohner                  | 134  | 118  | 115  | 155  | 156  | 162  | 185  | 249  |
| Quellen: Cassini und INSEE |      |      |      |      |      |      |      |      |

## Sehenswürdigkeiten
- Kirche Saint-Jean-Baptiste; Portal, Kirchturm und Chor aus dem 12. und 13. Jahrhundert; Monument historique seit 1926[1]
- Gedenkplatte am Rathaus für die Gefallenen des Ersten Weltkriegs[2]
- Gedenkstätte für gefallene Soldaten des Zweiten Weltkriegs an der D11[3]